# Fuchsia rivularis
Fuchsia rivularis är en dunörtsväxtart som beskrevs av Macbride. Fuchsia rivularis ingår i släktet fuchsior, och familjen dunörtsväxter. Inga underarter finns listade i Catalogue of Life.